# Bridgeton (Missouri)
Bridgeton – miasto w Stanach Zjednoczonych, w stanie Missouri, w hrabstwie St. Louis.